# Monte Cassino
Monte Cassino (en la actualidad también suele ser llamado Montecassino) es una colina rocosa situada a unos 130 kilómetros (80 mi) al sureste de Roma, en el Valle Latino (Italia), a 2 kilómetros (1,2 mi) al oeste de Cassino y a una altitud de 520 m (1706 pies). En el enclave de la ciudad romana de Casinum, es conocida por su abadía, la cual es la primera casa de la orden benedictina, fundada por el propio Benito de Nursia hacia el año 529. Fue para la comunidad de Monte Cassino para la que se compuso la Regla de San Benito.
El primer monasterio de Monte Cassino fue saqueado por los invasores lombardos hacia 570 y abandonado. Del primer monasterio no se sabe casi nada. El segundo monasterio fue fundado por Petronax de Brescia hacia 718, a sugerencia del papa Gregorio II y con el apoyo del duque lombardo Romualdo II de Benevento. Estaba sometido directamente al papa y muchos monasterios de Italia estaban bajo su autoridad. En 883, el monasterio fue saqueado por los sarracenos y abandonado de nuevo. La comunidad de monjes residió primero en Teano y después, a partir de 914, en Capua, antes de que el monasterio fuera reconstruido en 949. Durante el periodo de exilio, se introdujeron en la comunidad las Reformas cluniacenses.
Los siglos XI y XII fueron la edad de oro de la abadía. Adquirió un extenso territorio secular en torno a Monte Cassino, la llamada Terra Sancti Benedicti ("Tierra de San Benito"), que fortificó fuertemente con castillos. Mantuvo buenas relaciones con la Iglesia de Oriente, recibiendo incluso el mecenazgo de los emperadores bizantinos. Fomentó las bellas artes y la artesanía empleando a artesanos bizantinos. En 1057, el papa Víctor II reconoció al abad de Montecassino precedencia sobre todos los demás abades. Muchos monjes llegaron a ser obispos y cardenales, y tres papas salieron de la abadía: Esteban IX (1057-58), Víctor III (1086-87) y Gelasio II (1118-19). Durante este periodo, dos de sus miembros, el cardenal León de Ostia y Pedro el Diácono (que también compiló el cartulario), redactaron una crónica monástica, Chronica sacri monasterii casinensis.
En el siglo XIII, el monasterio entró en decadencia. En 1239, el emperador Federico II acuarteló tropas en él durante su guerra contra el Papado. En 1322, el papa Juan XXII elevó la abadía a obispado, pero éste fue suprimido en 1367. Los edificios fueron destruidos por un terremoto en 1349, y en 1369 el papa Urbano V exigió una contribución de todos los monasterios benedictinos para financiar la reconstrucción. En 1454, la abadía fue puesta in commendam y en 1504 pasó a depender de la abadía de Santa Giustina de Padua.
En 1799, Monte Cassino fue saqueada de nuevo por las tropas francesas durante las guerras revolucionarias francesas. La abadía fue disuelta por el gobierno italiano en 1866. El edificio se convirtió en monumento nacional con los monjes como custodios de sus tesoros. En 1944, durante la Segunda Guerra Mundial, fue escenario de la batalla de Monte Cassino y el edificio quedó destruido por los bombardeos aliados. Fue reconstruido después de la guerra.
Tras las reformas del Concilio Vaticano II, el monasterio era una de las pocas abadías territoriales que quedaban dentro de la Iglesia católica. El 23 de octubre de 2014, el papa Francisco aplicó a la abadía las normas del motu proprio Ecclesia Catholica de Pablo VI (1976), retirando de su jurisdicción las 53 parroquias y reduciendo su jurisdicción espiritual a la propia abadía, aunque conservando su estatus de abadía territorial. El antiguo territorio de la abadía, excepto el terreno sobre el que se asientan la iglesia abacial y el monasterio, fue transferido a la diócesis de Sora-Cassino-Aquino-Pontecorvo. Al mismo tiempo, el papa Francisco nombró nuevo abad al padre Donato Ogliari, que será el 192.º sucesor de san Benito. Desde 2015, la comunidad monástica está formada por trece monjes. Ogliari fue sucedido como abad por Antonio Luca Fallica en 2023.

## Historia

### Historia antigua

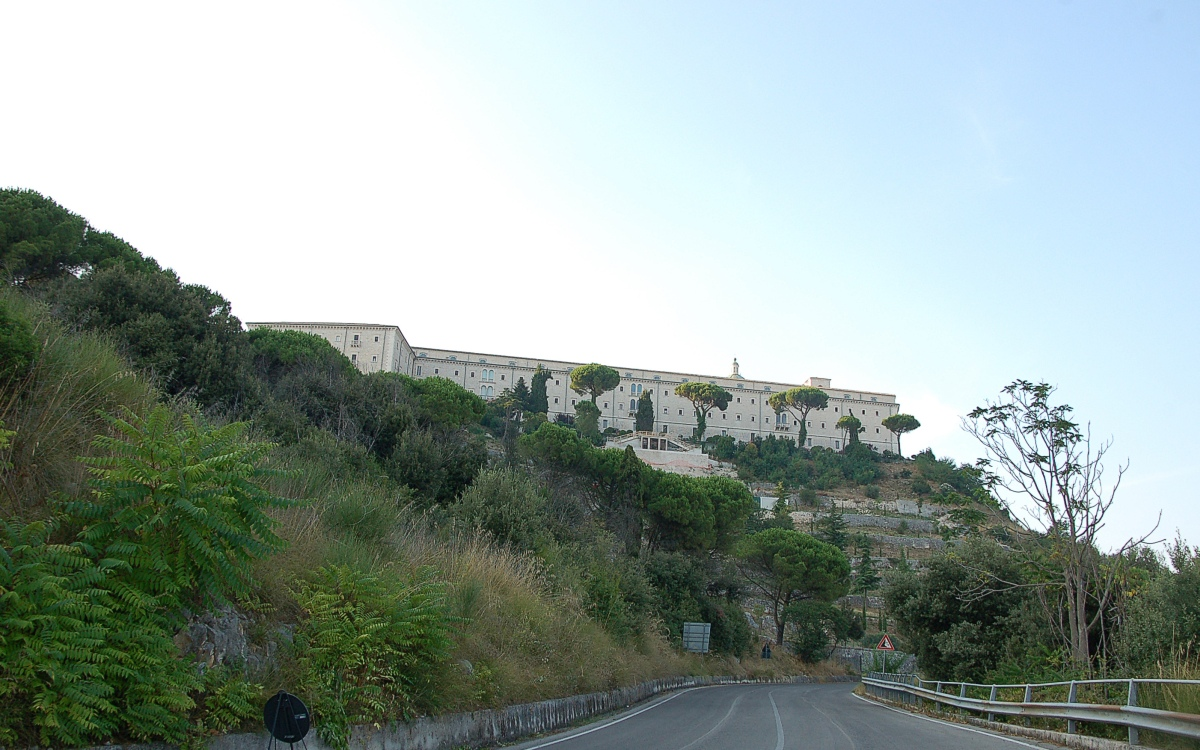
Acantilado en la "alta montaña"

La historia de Monte Cassino está ligada a la cercana ciudad de Cassino, que fue colonizada en el siglo V a. C. por los volscos, que dominaban gran parte del centro de Italia. Fueron ellos los primeros en construir una ciudadela en la cima del Monte Cassino. Los volscos de la zona fueron derrotados por los romanos en el año 312 a. C. Los romanos llamaron al asentamiento Casinum y construyeron un templo a Apolo en la ciudadela. Las excavaciones modernas no han encontrado restos del templo, pero los restos monumentales de un anfiteatro, un teatro y un mausoleo muestran la riqueza de la ciudad romana.
Generaciones después de que el Imperio romano adoptara el cristianismo, la ciudad se convirtió en sede de un obispado en el siglo V d. C.. Al carecer de defensas sólidas, la zona fue objeto de ataques bárbaros y quedó abandonada y descuidada, resistiendo sólo unos pocos habitantes con dificultades.

### Época de Benito (530-547)
Según la hagiografía de Gregorio Magno (Life of Saint Benedict of Nursia), Benito, el monasterio se construyó sobre un antiguo emplazamiento pagano, un templo de Apolo que coronaba la colina. La biografía relata que la zona seguía siendo mayoritariamente pagana en aquella época; el primer acto de Benito fue destrozar la escultura de Apolo y destruir el altar. Después reutilizó el templo, dedicándolo a San Martín, y construyó otra capilla en el lugar del altar dedicado a San Juan Bautista.

Relato del papa Gregorio I sobre la toma de Monte Cassino por Benedicto:
Ahora la ciudadela llamada Casinum está situada en la ladera de una alta montaña. La montaña cobija esta ciudadela en un amplio banco. Luego se eleva tres millas por encima de ella como si su cima tendiera hacia el cielo. Había allí un antiguo templo en el que Apolo solía ser adorado según el antiguo rito pagano por los insensatos campesinos locales. A su alrededor había crecido una arboleda dedicada al culto del demonio, donde incluso en aquella época una multitud salvaje seguía dedicándose a sacrificios impíos. Cuando llegó [Benito], el hombre de Dios, destruyó el ídolo, derribó el altar y taló el bosquecillo. Construyó una capilla dedicada a San Martín en el templo de Apolo y otra a San Juan donde había estado el altar de Apolo. Y, con su incesante predicación, llamó a la fe a los habitantes de la comarca.

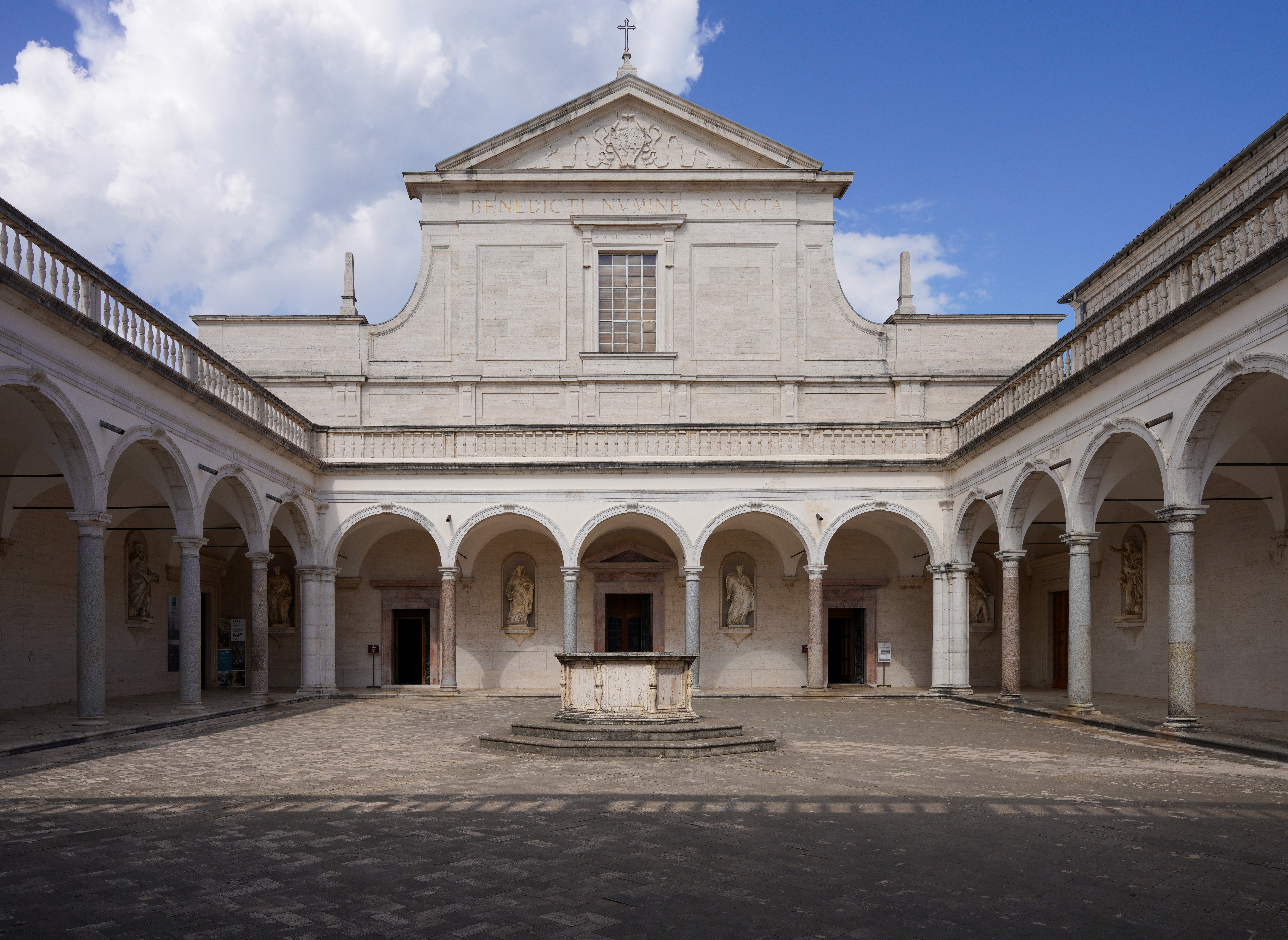
Fachada de la iglesia.

La biografía de Benedicto del papa Gregorio I afirma que Satanás se opuso a que los monjes reutilizaran el lugar. En una de las historias, Satanás se sienta invisiblemente sobre una roca, haciéndola demasiado pesada para sacarla, hasta que Benito lo expulsa. En otra historia, Satanás se burla de Benito y luego derrumba un muro sobre un joven monje, que es devuelto a la vida por Benito. El papa Gregorio también cuenta que los monjes encontraron un ídolo pagano de bronce al excavar en el lugar (que al arrojarlo a la cocina daba la ilusión de un fuego hasta que Benedicto lo disipó).
El arqueólogo Neil Christie señala que en este tipo de hagiografías era habitual que el protagonista se encontrara con zonas de fuerte paganismo. El benedictino Terrence Kardong examina por qué Benito no se enfrentó a una oposición más dura por parte de los paganos locales en su conquista del lugar. Lo contrasta con la lucha de 25 años a la que se enfrentó San Martín de Tours en la Galia occidental por parte de los paganos enfadados por sus ataques a sus santuarios: "En la época de Benito, el paganismo estaba más debilitado en Europa occidental que en tiempos de Martín. Y, por supuesto, hay que recordar que Martín, como obispo, era un eclesiástico mucho más prominente que Benito. Este fue un episodio aislado e inusual en la carrera monástica de Benito. Martín, sin embargo, fue empujado fuera de su monasterio al papel de obispo misionero en el siglo IV".
Los estudiosos de Benito (como Adalbert de Vogüé y Terrence Kardong) señalan la fuerte influencia de Sulpicio Severo en la biografía de Benito escrita por el papa Gregorio I (Life of Martin), incluido el relato de su toma de Montecassino. La violencia de Benito contra un lugar sagrado pagano recuerda tanto el asalto de Martín contra santuarios paganos generaciones antes como la historia bíblica del Israel conquistador que entra en Tierra Santa (véase Éxodo 34:12-14). De Vogue sostiene que "esta montaña tuvo que ser conquistada a un pueblo idólatra y purificada de sus horrores diabólicos". Al igual que la conquista de Israel, Benito vino precisamente para llevar a cabo esta purificación. No cabe duda de que Gregorio tenía muy presente este modelo bíblico, como queda claro por los términos que utiliza para describir la obra de destrucción. Al mismo tiempo, ni Gregorio ni Benito podían haber olvidado la línea de acción similar emprendida por San Martín contra los santuarios paganos de Galia".
El relato del papa Gregorio I sobre Benedicto en Monte Cassino es visto por los estudiosos como el escenario final de una epopeya puesta en marcha en Subiaco. En el escenario anterior, Benito "había mostrado dos veces un dominio completo sobre su agresividad, ahora se le permite usarla sin restricciones al servicio de Dios". Los eruditos señalan que Gregorio no subraya este sorprendente contraste, sino que ambos escenarios se presentan como parte de un único relato de batalla contra el mismo enemigo demoníaco. Mientras que en Subiaco Satanás se ocultaba tras sus subordinados, en Monte Cassino deja caer las máscaras para entrar en un intento desesperado de impedir la construcción de una abadía, y "que la única causa de esta erupción de acción satánica es la supresión del culto pagano en los lugares altos".

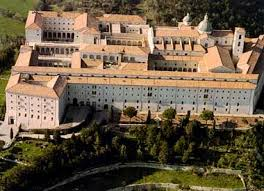

Aunque los estudiosos ven algunas similitudes entre la historia del encuentro de Benito con fenómenos demoníacos y apariciones diabólicas en Montecassino con la historia de la tentación de San Antonio el Grande en el desierto, la influencia de la historia de San Martín es dominante, con la resistencia de Satanás sustituyendo al indignado populacho pagano de Martín. A diferencia de las historias que pueden haber influido en la estructura de la biografía del papa Gregorio, las victorias de Benito son prácticas, impidiendo que Satanás detenga las obras de la abadía de Monte Cassino. Las oraciones de Benito son retratadas como la fuerza motriz detrás de la construcción de la abadía y los triunfos sobre Satanás, a través de la oración: "El monje Benito arranca al diablo una base bien determinada que nunca abandona". Una vez terminada la abadía, las apariciones de Satanás en la historia vuelven a disminuir al mismo nivel que Subiaco: "Sólo después de la muerte del santo y con el permiso de Dios, otros enemigos, los lombardos, consiguen saquearla". Una vez establecido en Monte Cassino, Benito nunca se marchó. Escribió la Regla benedictina, que se convirtió en el principio fundador del monacato occidental, recibió la visita de Totila, rey de los ostrogodos (quizá en 543, la única fecha histórica remotamente segura para Benito), y murió allí. Según los relatos, "Benito murió en el oratorio de San Martín y fue enterrado en el de San Juan".
La Regla de San Benito ordenaba la obligación moral de cuidar a los enfermos. Así, San Benito fundó en Monte Cassino un hospital que hoy se considera el primero de Europa de la nueva era. Los monjes benedictinos cuidaban allí a los enfermos y heridos según la Regla de Benito. La rutina monástica exigía un duro trabajo. El cuidado de los enfermos era un deber tan importante que se ordenaba a quienes los atendían que actuaran como si sirvieran directamente a Cristo. Benito fundó doce comunidades de monjes en la cercana Subiaco (a unos 64 km al este de Roma), donde también se establecieron hospitales como complemento de los monasterios para proporcionar caridad. Pronto se fundaron muchos monasterios por toda Europa, y en todas partes había hospitales como los de Montecassino.
El relato del papa Gregorio I sobre la construcción de Benedicto fue confirmado por los descubrimientos arqueológicos realizados tras la destrucción de 1944. Adalbert de Vogüé cuenta que "se han encontrado vestigios de los oratorios de San Martín y de San Juan Bautista, con añadidos de los siglos VIII y XI, junto con sus bodegas precristianas. El primero que construyó Benito en el propio templo sólo tenía doce metros de largo y ocho de ancho. De ello se deduce una comunidad bastante pequeña. El segundo oratorio, en la cima de la montaña, donde había estado el altar pagano al aire libre, tenía la misma anchura pero era algo más largo (15,25 metros)".

### 580–884

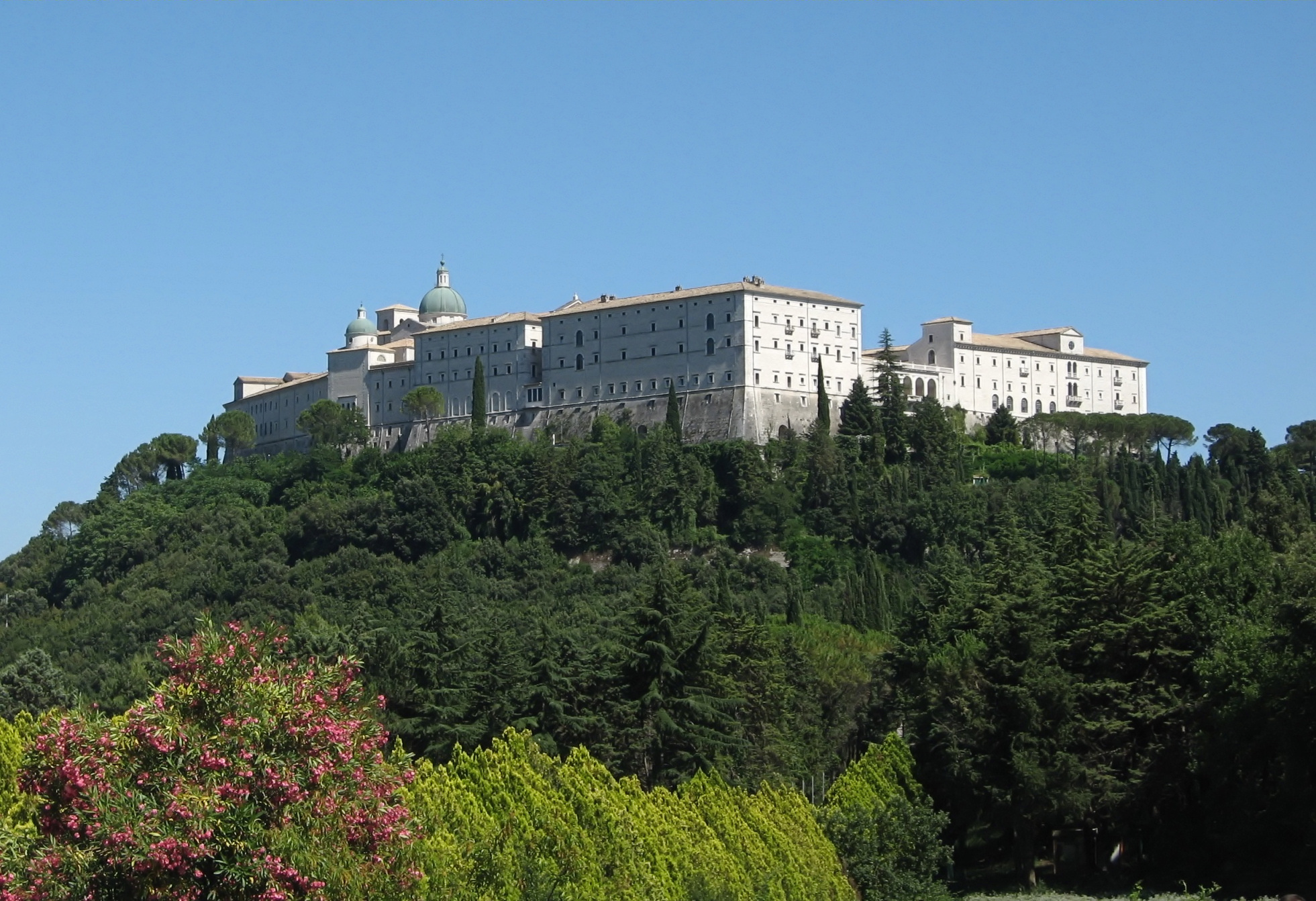
Promontorio y abadía reconstruida tras la Segunda Guerra Mundial.

Monte Cassino se convirtió en un modelo para futuras construcciones. Su prominente emplazamiento siempre lo ha convertido en un objeto de importancia estratégica. Fue saqueada o destruida varias veces. "Los primeros en demolerla fueron lombardos a pie en 580; los últimos, bombarderos aliados en 1944". En 581, durante la abadía de Bonitus, los lombardos saquearon la abadía, y los monjes que sobrevivieron huyeron a Roma, donde permanecieron más de un siglo. Durante este tiempo, el cuerpo de San Benito fue trasladado a Fleury, la moderna Saint-Benoit-sur-Loire, cerca de Orleans (Francia).
Un floreciente periodo de Monte Cassino siguió a su restablecimiento en 718 por el abad Petronax, cuando entre los monjes se encontraban Carlomán, hijo de Carlos Martel; Ratchis, predecesor del rey lombardo Aistulf; y Pablo el Diácono, el historiador de los lombardos.
En 744, una donación de Gisulf II de Benevento creó la Terra Sancti Benedicti, las tierras seculares de la abadía, que estaban sujetas al abad y a nadie más que al Papa. Así, el monasterio se convirtió en la capital de un estado que comprendía una región compacta y estratégica entre el principado lombardo de Benevento y las ciudades-estado bizantinas de la costa (Nápoles, Gaeta y Amalfi).
En 884 los sarracenos lo saquearon y luego lo incendiaron, y el abad Bertharius murió durante el ataque. Entre los grandes historiadores que trabajaron en el monasterio, en este periodo destaca Erchempert, cuya Historia Langobardorum Beneventanorum es una crónica fundamental del Mezzogiorno del siglo IX.

### 1058–1505

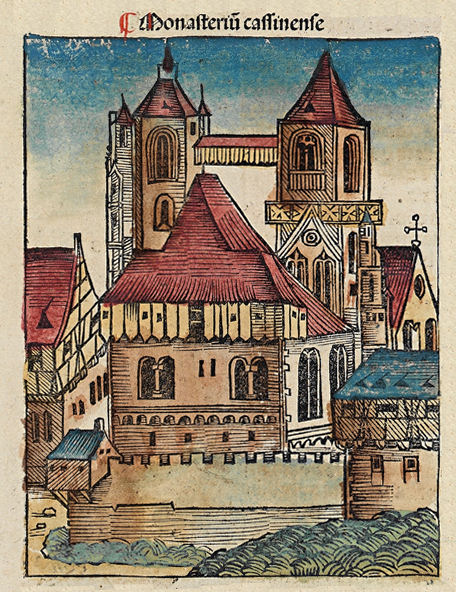
Grabado de la abadía extraído de la Crónica de Nuremberg de finales del siglo XV (folio 144 recto).

Monte Cassino fue reconstruido y alcanzó la cima de su fama en el siglo XI bajo el abad Desiderio (abad 1058-1087), que más tarde se convertiría en el papa Víctor III. Los monjes que atendían a los pacientes en Montecassino necesitaban constantemente nuevos conocimientos médicos. Así, empezaron a comprar y coleccionar libros de medicina y otros libros de autores griegos, romanos, islámicos, egipcios, europeos, judíos y orientales. Como Nápoles está situada en la encrucijada de muchas vías marítimas de Europa, Oriente Próximo y Asia, pronto la biblioteca del monasterio fue una de las más ricas de Europa. Todo el saber de las civilizaciones de todos los tiempos y naciones se acumuló en la Abadía de entonces. Los benedictinos tradujeron al latín y transcribieron manuscritos significativos. El número de monjes ascendió a más de doscientos, y la biblioteca, los manuscritos producidos en el scriptorium y la escuela de manuscritos ilustrados se hicieron famosos en todo Occidente. Durante la abadía de Desiderio floreció la singular escritura beneventana. 
Los monjes que leían y copiaban los textos médicos aprendieron mucho sobre anatomía humana y métodos de tratamiento, y luego pusieron en práctica sus conocimientos teóricos en el hospital del monasterio. En los siglos X-XI, Montecassino se convirtió en el centro cultural, educativo y médico más famoso de Europa, con una gran biblioteca de medicina y otras ciencias. Muchos médicos acudían allí en busca de conocimientos médicos y de otro tipo. Por ello, pronto se abrió la Escuela Médica Salernitana en la cercana Salerno, la primera escuela superior de medicina, considerada hoy la primera institución de enseñanza superior de Europa occidental. Esta escuela encontró su base original en la abadía benedictina de Montecassino todavía en el siglo IX y más tarde se estableció en Salerno. Así, Montecassino y los benedictinos desempeñaron un gran papel en el progreso de la medicina y la ciencia en la Edad Media, y con su vida y obra el propio San Benito ejerció una influencia fundamental en el desarrollo de la civilización y la cultura europeas y ayudó a Europa a salir de la "noche oscura de la historia" que siguió a la caída del imperio romano.
Los edificios del monasterio fueron reconstruidos en el siglo XI con gran magnificencia, y se trajeron artistas de Amalfi, Lombardía e incluso Constantinopla para supervisar las diversas obras. La iglesia abacial, reconstruida y decorada con el máximo esplendor, fue consagrada en 1071 por el papa Alejandro II. En la Chronica monasterii Cassinensis de León de Ostia y Amatus de Monte Cassino se encuentra un relato detallado de la abadía en esta fecha, lo que nos proporciona nuestra mejor fuente sobre los primeros normandos en el sur.

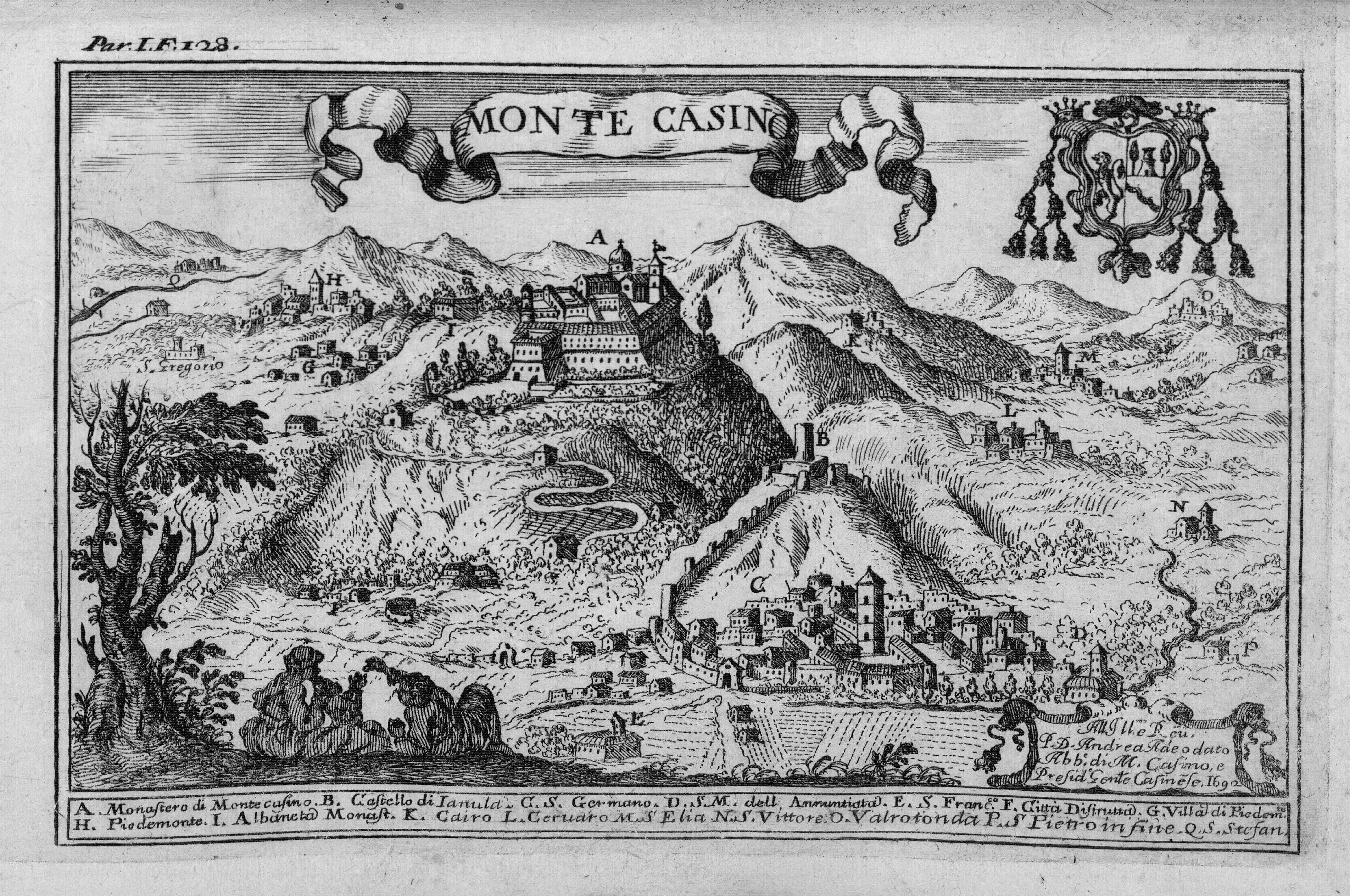
La abadía aparece en la obra de Giovan Battista Pacichelli, Il regno di Napoli in prospettiva, de 1703.

El abad Desiderio envió enviados a Constantinopla poco después de 1066 para contratar a expertos mosaiquistas bizantinos para la decoración de la iglesia abacial reconstruida. Según el cronista León de Ostia, los artistas griegos decoraron el ábside, el arco y el vestíbulo de la basílica. Su obra fue admirada por los contemporáneos, pero quedó totalmente destruida en siglos posteriores, salvo dos fragmentos que representaban galgos (hoy en el Museo de Montecassino). "El abad, en su sabiduría, decidió que un gran número de monjes jóvenes del monasterio se iniciaran a fondo en estas artes", señaló el cronista sobre el papel de los griegos en el renacimiento del arte del mosaico en la Italia medieval.
El historiador de la arquitectura Kenneth John Conant creía que la reconstrucción de Desiderio incluía arcos apuntados, y sirvió de gran influencia en el incipiente desarrollo de la arquitectura gótica. El abad Hugo de Cluny visitó Montecassino en 1083, y cinco años más tarde comenzó a construir la tercera iglesia de la abadía de Cluny, que entonces incluía arcos apuntados y se convirtió en un importante punto de inflexión en la arquitectura medieval.
Un terremoto dañó la abadía en 1349 y, aunque se reconstruyó, marcó el inicio de un largo periodo de decadencia. En 1321, el papa Juan XXII convirtió la iglesia de Montecassino en catedral. Por otro lado, la independencia del monasterio, cuidadosamente preservada de la interferencia episcopal, llegó a su fin. Esta situación fue revertida por el papa Urbano V, benedictino, en 1367. En 1505, el monasterio se unió al de Santa Justina de Padua.

### SigloXIX

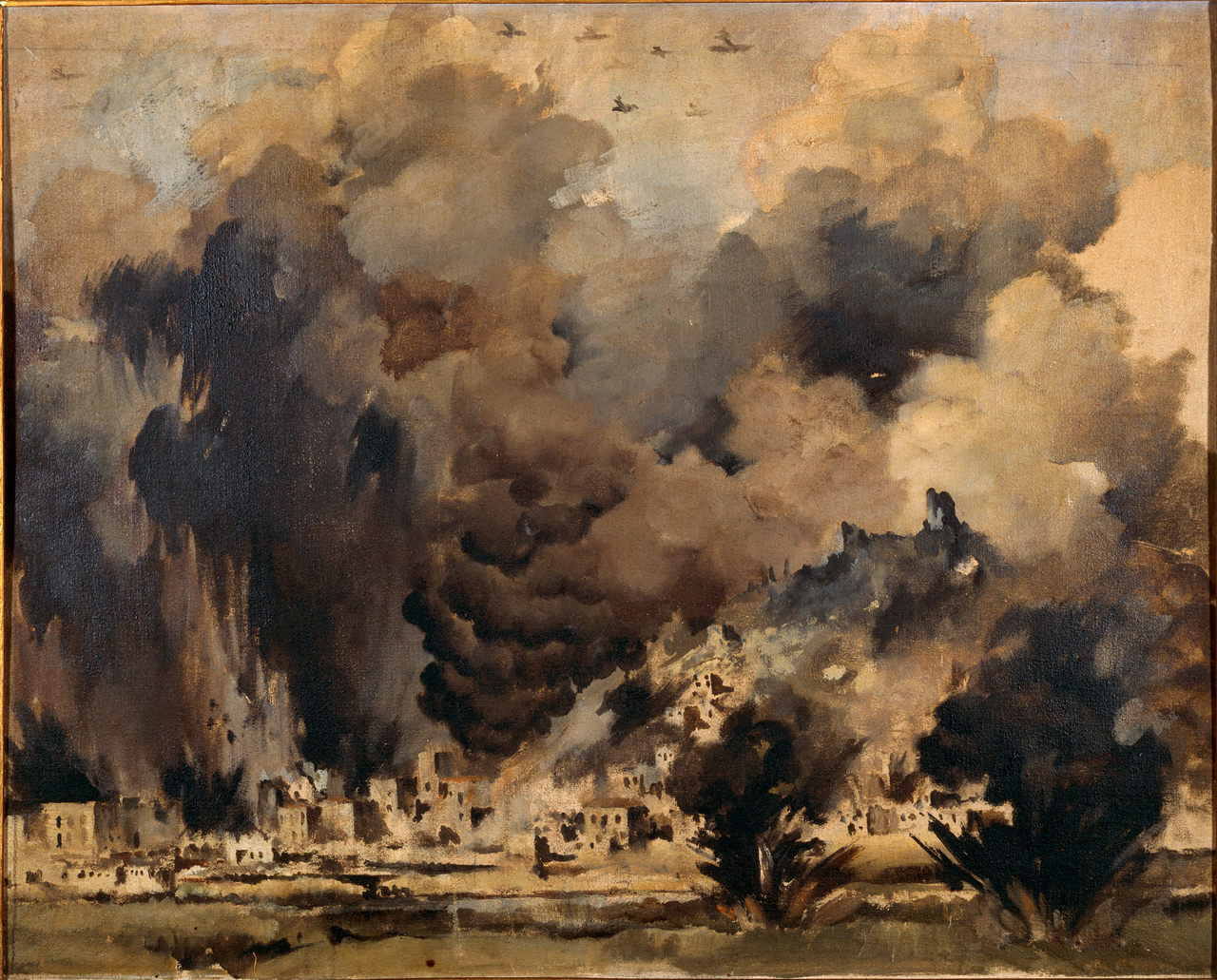
Asalto aéreo a Monte Cassino, 15 de febrero de 1944, pintado por Peter McIntyre, artista oficial de guerra de Nueva Zelanda durante la Segunda Guerra Mundial.

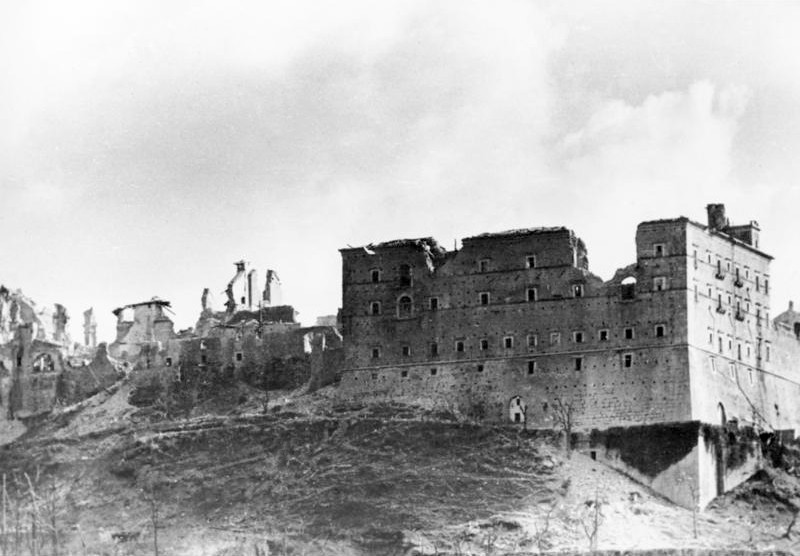
Monte Cassino en ruinas tras el bombardeo aliado en febrero de 1944.

La abadía fue saqueada por el ejército revolucionario francés en 1799. A partir de la disolución de los monasterios italianos en 1866, Monte Cassino se convirtió en monumento nacional. Durante la batalla de Monte Cassino, en la campaña italiana de la Segunda Guerra Mundial (enero-mayo de 1944), la abadía sufrió graves daños. Las fuerzas militares alemanas habían establecido la Línea Gustav, de 161 kilómetros, para impedir el avance de las tropas aliadas hacia el norte. Sin embargo, la abadía no fue utilizada inicialmente por las tropas alemanas como parte de sus fortificaciones, debido a la consideración que el general Kesselring tenía por el monumento histórico. La Línea Gustav se extendía desde el Tirreno hasta la costa adriática en el este, con Monte Cassino dominando la autopista 6 y bloqueando el camino hacia Roma.
El 15 de febrero de 1944, la abadía quedó casi destruida en una serie de intensos ataques aéreos dirigidos por los estadounidenses. El general sir Harold Alexander, con el apoyo de numerosos mandos aliados, ordenó el bombardeo, que se llevó a cabo debido a varios informes de oficiales del ejército indio británico que sugerían que las fuerzas alemanas estaban ocupando el monasterio; la abadía era considerada un puesto de observación clave por todos los que luchaban sobre el terreno. Sin embargo, durante el bombardeo no había tropas alemanas en la abadía. Las investigaciones posteriores determinaron que los únicos muertos en el monasterio a causa del bombardeo fueron 230 civiles italianos que buscaban refugio allí. Tras el bombardeo, las ruinas del monasterio fueron ocupadas por los paracaidistas alemanes Fallschirmjäger de la 1.ª División de Paracaidistas, ya que las ruinas ofrecían una excelente cobertura defensiva.
La abadía fue reconstruida después de la guerra. A principios de los años 50, el presidente de la república italiana, Luigi Einaudi, prestó un apoyo considerable a la reconstrucción. El papa Pablo VI consagró la basílica reconstruida el 24 de octubre de 1964. Durante la reconstrucción, la biblioteca abacial se alojó en la abadía pontificia de St. Jerome-in-the-City. Hasta que su renuncia fue aceptada por el papa Francisco el 12 de junio de 2013, el abad territorial de Montecassino era Pietro Vittorelli. El boletín diario del Vaticano del 23 de octubre de 2014 anunció que con el nombramiento de su sucesor Donato Ogliari, el territorio de la abadía fuera del recinto inmediato del monasterio había sido transferido a la diócesis de Sora-Aquino-Pontecorvo, ahora rebautizada como diócesis de Sora-Cassino-Aquino-Pontecorvo.

## Tesoros
En diciembre de 1943, unos 1.400 códices manuscritos irremplazables, principalmente patrísticos e históricos, además de un gran número de documentos relacionados con la historia de la abadía y las colecciones de la Casa Memorial Keats-Shelley de Roma, habían sido enviados a los archivos de la abadía para su custodia. Los oficiales alemanes teniente coronel Julius Schlegel (católico romano) y capitán Maximilian Becker (protestante), ambos de la Panzer-Division Hermann Göring, los trasladaron al Vaticano al comienzo de la batalla.
Sin embargo, otro relato del autor revisionista Franz Kurowski, The History of the Fallschirmpanzerkorps Hermann Göring: Soldiers of the Reichsmarschall, señala que se cargaron 120 camiones con bienes monásticos y obras de arte que se habían almacenado allí para su custodia. Robert Edsel (2006), por su parte, especula con la posibilidad de que se tratara de un saqueo. Los camiones fueron cargados y abandonados en octubre de 1943, y sólo las "enérgicas" protestas consiguieron que fueran entregados al Vaticano, menos las 15 cajas que contenían los bienes del Museo de Capodimonte de Nápoles. Edsel señala a continuación que estas cajas habían sido entregadas a Göring en diciembre de 1943, con motivo de "su cumpleaños". Sin embargo, esto no está probado.

## Personas

### Entierros
- Papa Víctor III.

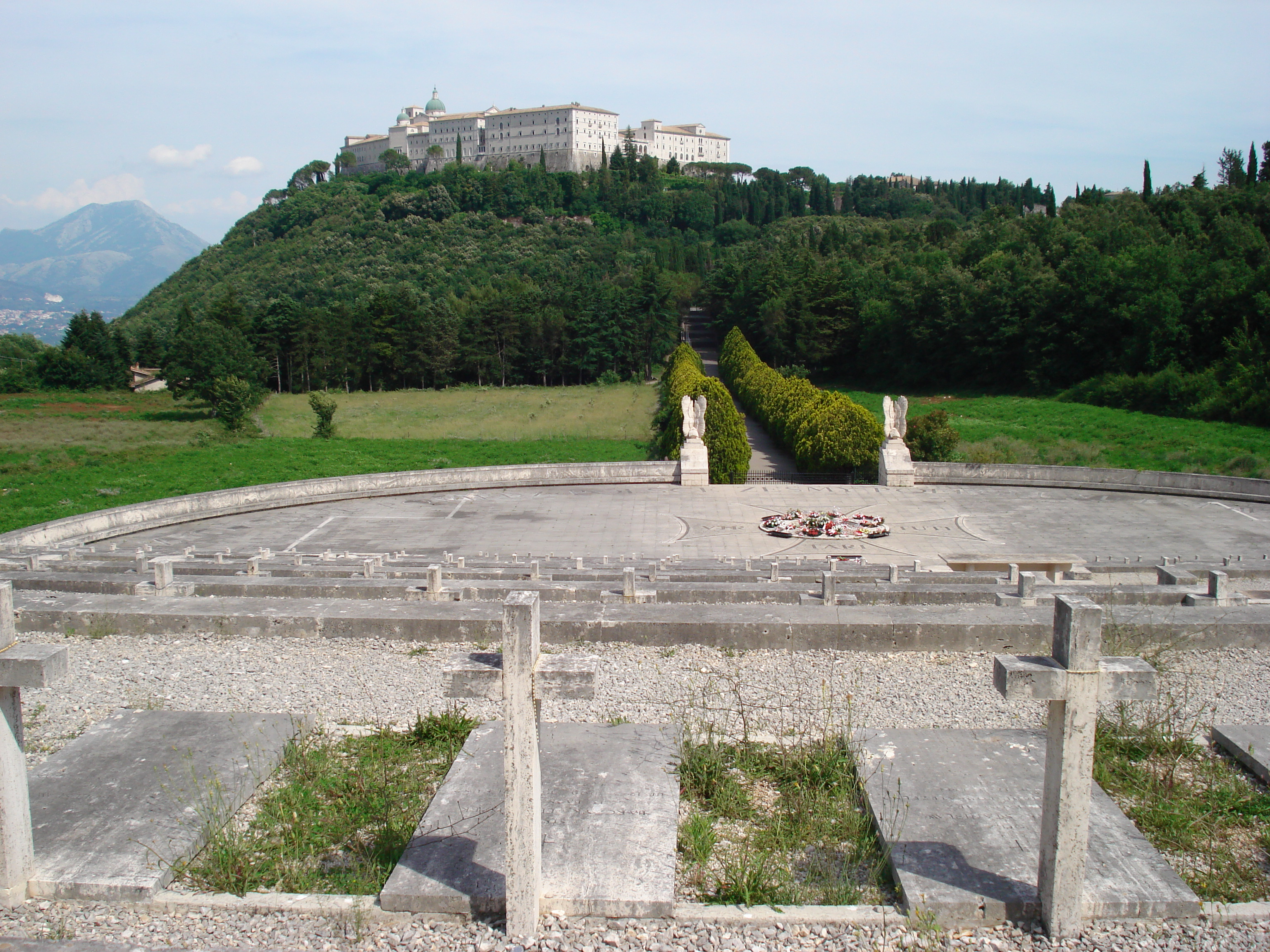
Panorama desde el cementerio polaco.

- Cardenal Domenico Bartolini (1813-87).
- San Apolinar, abad de Montecassino. Su fecha de celebración es los 27 de noviembre.
- San Benito.
- San Bertorio, abad de Montecassino.
- Józef Gawlina, arzobispo y general de división.
- Juan Gradenigo.
- Santa Escolástica.
- Sigelgaita de Salerno.
- Carloman (alcalde de palacio).
- Władysław Anders.
- Miembros del II Cuerpo de Ejército polaco.
- Piero el Infortunado.